# NGC 3442
NGC 3442 est une petite galaxie spirale située dans la constellation du Petit Lion. NGC 3442 a été découverte par l'astronome français Édouard Stephan en 1884.

## Caractéristiques
La classe de luminosité de NGC 3442 est I et elle présente une large raie HI.

### Distance
Sa vitesse par rapport au fond diffus cosmologique est de 2 013 ± 20 km/s, ce qui correspond à une distance de Hubble de 29,7 ± 2,1 Mpc (∼96,9 millions d'al).
À ce jour, trois mesures non basées sur le décalage vers le rouge (redshift) donnent une distance de 32,967 ± 3,650 Mpc (∼108 millions d'al), ce qui est à l'intérieur des valeurs de la distance de Hubble.

### Émission de radiation ultraviolette
NGC 3442 est une galaxie dont le noyau brille dans le domaine de l'ultraviolet. Elle est inscrite dans le catalogue de Markarian sous la cote Mrk 418 (MK 418).

## Groupe de NGC 3396
NGC 3442 fait partie du groupe de NGC 3396. Ce groupe de galaxies comprend au moins 11 galaxies : NGC 3381, NGC 3395, NGC 3396, NGC 3424, NGC 3430, NGC 3442, UGC 5898, IC 2604, PGC 32631, UGC 5934 et UGC 5990.